# Sourcieux-les-Mines
Sourcieux-les-Mines é uma comuna francesa na região administrativa de Auvérnia-Ródano-Alpes, no departamento de Ródano. Estende-se por uma área de 9,96 km², com 1 762 habitantes, segundo os censos de 1999, com uma densidade de 176 hab/km².